# Treplin
Treplin est une commune allemande de l'arrondissement de Märkisch-Pays de l'Oder, Land de Brandebourg.

## Géographie
Treplin se situe dans le plateau de Lebus, un paysage de fond de moraine forestier et riche en eau au bord de l'Oderbruch.
| Falkenberg  | Alt Zeschdorf | Lebus                |
| Petershagen | Treplin       | Francfort-sur-l'Oder |
|             | Jacobsdorf    |                      |

Treplin se trouve sur la Bundesstraße 5.

## Histoire
Avec l'avance des margraves Ascaniens, les routes commerciales sont déplacées vers une ligne plus méridionale. Cet itinéraire relie Müncheberg-Francfort-sur-l'Oder-Poznań. Le long de cette ligne, il y a des fondations de nouvelles colonies. Treplin est mentionné pour la première fois en 1341.
En 1755, le premier charbon dans la Marche de Brandebourg est extrait entre Treplin et Petershagen. Le lignite est exploité dans la mine à ciel ouvert. L'extraction de charbon prend fin en 1960, lorsque la fosse Sophie est fermée.

## Personnalités liées à la commune
- Alfred Salomon (1910-2006), membre de l'Église confessante.

## Source
- (de) Cet article est partiellement ou en totalité issu de l’article de Wikipédia en allemand intitulé « Treplin » (voir la liste des auteurs).